# Гоисвинта
Гоисвинта (лат. Goiswintha или Goisuintha; между 525 и 530 — 588 или 589) — королева вестготов (551—586) по бракам с Атанагильдом и Леовигильдом.
Жена двух правителей Вестготского государства, мать двух франкских королев (Галесвинты и Брунгильды), а также мачеха святого Герменегильда и короля Реккареда I. Истовая арианка, твёрдо отстаивавшая свои религиозные пристрастия в борьбе со сторонниками никейского христианства. Одна из наиболее выдающихся женщин Вестготской Испании, оказывавшая значительное влияние на правление своих супругов.

## Биография

### Исторические источники
Гоисвинта упоминается в нескольких раннесредневековых исторических источниках. В том числе, о ней сообщается в «Истории франков» Григория Турского, хронике Иоанна Бикларийского и одном стихотворении Венанция Фортуната. Современные Гоисвинте события в Вестготском королевстве также описываются в «Сарагосской хронике», труде «О происхождении и деяниях гетов» Иордана, «Истории готов, вандалов и свевов» Исидора Севильского, «Хронике вестготских королей» и нескольких других источниках.
В большей части этих трудов содержатся крайне негативные описания Гоисвинты. Вероятно, это связано с тем, что их авторы были сторонниками ортодоксального христианства, в то время как королева вестготов была истовой арианкой.

### Ранние годы
Точная дата рождения Гоисвинты неизвестна: называются различные даты от 525 до 530 года включительно. На основании исповедания ею арианства предполагается, что она была вестготкой. По свидетельству Венанция Фортуната, Гоисвинта была знатного происхождения. Однако кто были её родители, в средневековых источниках не сообщается. Некоторые современные историки предполагают, что Гоисвинта могла принадлежать к вестготскому королевскому роду Балтов.
Вероятно, Гоисвинта получила хорошее для своего времени образование. Такой вывод делается на основании упоминаний о ведшейся Гоисвинтой активной переписке, и высокой образованности её дочери Брунгильды, которую та не смогла бы получить без содействия матери.

### Супруга Атанагильда
Точно не известно, когда Гоисвинда стала женой Атанагильда. Предполагается, что это могло произойти около 545 года, то есть ещё тогда, когда Атанагильд был герцогом Бетики. В этом случае следующие несколько лет Гоисвинта должна была прожить в Севилье.
Предполагается, что брак Атанагильда с Гоисвинтой способствовал объединению вокруг герцога Бетики всех недовольных правлением короля Агилы I представителей вестготской знати. Возможно, опираясь на поддержку родственников супруги, герцог Бетики в 551 году поднял мятеж, в результате которого он сверг Агилу I и в 554 году сам стал единовластным правителем Вестготского королевства.
О взаимоотношениях Атанагильда и Гоисвинты сведений в средневековых источниках не сохранилось. Основываясь на известной по более позднему времени вовлечённости королевы в управление Вестготским государством, современные историки предполагают, что Гоисвинта оказывала значительное влияние на своего мужа. Предполагается даже, что она могла управлять не только дворцовым хозяйством, но и принимать государственные решения во время частых отсутствий в столице Атанагильда, занятого войнами в приграничных областях королевства.
Первые датированные свидетельства о Гоисвинте в современных ей источниках относятся к 567 или 568 году. В сообщениях о смерти короля Атанагильда указывается, что Гоисвинта была супругой этого монарха, и что их детьми были две дочери: Галесвинта и Брунгильда.
Первая из них незадолго до смерти отца стала женой франкского короля Хильперика I (инициатором этого брака был правитель франков), а на второй незадолго до того женился другой франкский король Сигиберт I. Это были династические браки, призванные укрепить союз Атанагильда с правившими Франкским государством Меровингами. Предполагается, что целью матримониальной политики Атанагильда было, во-первых, создание между ним и его зятьями военного союза, направленного против короля Бургундии Гунтрамна, намеревавшегося завоевать вестготские владения в Септимании, а во-вторых, обеспечение поддержки вестготов франками во время войн с византийцами.
Однако уже в 568 году Галесвинта была убита по приказу своего мужа, намеревавшегося взять в жёны свою любовницу Фредегонду. В «утешение» Гоисвинты Венанций Фортунат написал элегию, посвящённую смерти Галесвинты. В том числе, поэт описал большую любовь, которую питали друг к другу мать и дочь. Среди прочего, в сочинении упоминается о нежелании принцессы уезжать в далёкую Франкию, о том, что Гоисвинта сопровождала дочь на первом этапе её поездки, а также о великой скорби королевы вестготов после получения ею известия о гибели Галесвинты. Однако о каких-либо попытках Гоисвинты отомстить за смерть дочери в источниках не сообщается.

### Супруга Леовигильда
Только через пять месяцев после смерти Атанагильда вестготский престол перешёл к Лиуве I, до того бывшему герцогом Септимании. О причине такой задержки с избранием нового монарха в средневековых источниках не сообщается: вероятно, вестготская знать не могла прийти к единому мнению о том, кто станет преемником Атанагильда. Предполагается, что всё это время Вестготским королевством управляла Гоисвинта.
Преемником скончавшегося в Нарбоне Лиувы I стал его брат и соправитель Леовигильд. Вероятно, беспрепятственному переходу власти к новому монарху способствовала его женитьба на Гоисвинте. Предполагается, что вступая в брак со вдовой Атанагильда Леовигильд не только получал поддержку родственников своей супруги, но и легитимизировал получение королевского титула. Это единственный подобный случай в истории вестготов, известный из дошедших до наших дней источников. Однако, вероятно, женитьба вестготских монархов на вдовах своих предшественников была довольно распространённым явлением, так как против такой практики по повелению короля Эрвига в 683 году на Тринадцатом Толедском соборе был принят специальный канон. По одному мнению, бракосочетание Леовигильда с Гоисвинтой произошло вскоре после назначения его в 568 или 569 году соправителем Лиувы I, по другим — сразу же после получения Леовигильдом единоличной власти. Для Леовигильда это был уже второй брак. К моменту восшествия на престол он уже был отцом двух сыновей, Герменегильда и Реккареда, мать которых умерла ещё до получения им титула соправителя.
Гоисвинта оказывала значительное влияние на правление Леовигильда. По свидетельству Григория Турского и Иоанна Бикларийского, именно она в 579 году была виновницей конфликта между королём и его сыном Герменегильдом. Будучи истовой арианкой, Гоисвинта настаивала на том, чтобы жена Герменегильда, исповедовавшая никейство франкская принцесса Ингунда, обратилась в арианство. Однако та не только сама отказалась это сделать, но и с помощью Леандра Севильского приобщила к ортодоксии своего мужа. Григорий Турский писал, что взбешённая этим королева схватила Ингунду за волосы, опрокинула её на землю, и до тех пор била башмаками, пока у той не выступила кровь. Затем по приказу Гоисвинты обнажённую жену Герменегильда бросили в пруд.
Впоследствии, когда в 580 году Герменегильд восстал против Леовигильда, Гоисвинта всячески препятствовала примирению между отцом и сыном. Конфликт завершился в 585 или 586 году казнью Герменегильда, и всё это время королева была главной подстрекательницей репрессий, обрушенных Леовигильдом на приверженцев никейства. В своём труде Исидор Севильский писал, что это привело к переходу многих христиан-ортодоксов в арианство. Относившийся крайне отрицательно к Гоисвинте епископ Григорий Турский писал, что «та, которая клеймила позором рабов Божиих, сама была заклеймена Божьей карой перед всем народом. Ибо закрывшее один её глаз бельмо лишило его света, которого лишен был и её ум». Однако насколько достоверно это свидетельство, точно не известно. Предполагается, что в своих действиях против христиан-ортодоксов Леовигильд и Гоисвинта могли руководствоваться не столько религиозными, сколько политическими причинами, считая распространение никейства среди вестготов опасным для территориальной целостности государства, со всех сторон окружённого исповедовавшими ортодоксальное христианство врагами (франками, свевами и византийцами).

### Последние годы
После смерти в Толедо между 13 апреля и 8 мая 586 года короля Леовигильда вестготский престол унаследовал его сын Реккаред I.
Вероятно, желая установить дружественные отношения с правителями Франкского государства, сразу же после вступления на престол новый король заключил соглашение со своей родственницей Брунгильдой, правившей Австразией. В обмен на мир и, возможно, военную помощь против короля Бургундии Гунтрамна и королевы Нейстрии Фредегонды Реккаред I в качестве вергельда за смерть Ингунды и Герменегильда передал австразийцам селения Жювиньяк и Корнейан в Септимании и 10 000 солидов. Новый правитель Вестготского государства также обещал относиться к королеве Гоисвинте «как к матери», сохранить её положение при дворе и обеспечить ей безопасность. Кроме того, Реккаред I попросил Брунгильду выдать за него её дочь Хлодозинду, однако из-за противодействия Гунтрамна этот брак так и не был заключён. Вероятно, будучи матерью королевы Брунгильды, Гоисвинта принимала активное участие в этих переговорах.
Также как и его отец Реккаред I сначала был арианином, но уже в декабре 586 или январе 587 года он объявил о переходе в никейское христианство. Это вызвало сильное возмущение испанских ариан, в ответ поднявших несколько мятежей. Даже при королевском дворе в 588 или 589 году был раскрыт заговор, среди участников которого были Гоисвинта и арианский епископ Ульдила. Несмотря на помощь короля Бургундии Гунтрамна, войско мятежников и союзных им франков было разбито герцогом Клавдием в сражении при Каркасоне.
В хронике Иоанна Бикларийского сообщается, что «всегда враждебная к католикам» Гоисвинта умерла в том же году. В трудах современных историков смерть королевы датируется 588 или 589 годом. Об обстоятельствах смерти Гоисвинты имеются противоречивые свидетельства. В приписываемой Максиму Сарагосскому хронике упоминается, что Гоисвинта была повешена по приказу Реккареда I. Бо́льшая часть свидетельств этого источника считается малодостоверной. Тем не менее, часть современных историков считает данные о казни Гоисвинты за участие в заговоре против короля соответствующими действительности. Также имеется мнение, что осознав провал всех своих усилий по восстановлению арианства как государственной религии Вестготского королевства, Гоисвинта могла покончить жизнь самоубийством. Однако нельзя исключать возможности и того, что смерть Гоисвинты не была насильственной.

### Оценки деятельности Гоисвинты
В трудах раннесредневековых авторов (таких как Григорий Турский и Иоанн Бикларийский), в большинстве бывших недоброжелателями Гоисвинты, королева вестготов описывалась как злобная и беспринципная женщина, ради своих интересов готовая пойти на любые интриги и преступления. Главной побудительной силой действий Гоисвинты эти авторы называли её стремление отстоять верховенство арианства как государственной религии Вестготского королевства. Только благодаря Венанцию Фортунату известно, что Гоисвинта была любящей матерью, пользовавшейся огромным уважением своих дочерей.
Многие современные историки считают оценочные суждения о Гоисвинте современных ей авторов крайне тенденциозными. По мнению медиевистов, Гоисвинта была одной из наиболее выдающихся женщин Вестготской Испании, обладавшей талантами государственного деятеля. Эти качества она особо ярко проявила, когда управляла королевством в период начавшегося после смерти Атанагильда междуцарствия, и когда вела дипломатические переговоры о браках своих родственников. В этих событиях она действовала наравне с самыми влиятельными мужскими представителями вестготского общества, а возможно и активнее их. Вероятно, объективная оценка побудительных причин деятельности Гоисвинты должна основываться не столько на её религиозном фанатизме, сколько на позиции отстаивания её государственных интересов Вестготского королевства, в то время столкнувшегося с серьёзными внешними и внутренними угрозами.

## Комментарии
1. ↑  В источниках упоминается также как Госвинта (Gosvinta), Гунсвинта (Gunswinta), Годисвинта (Godiswintha), Галсвинта (Galswinta) и Гизента (Gisenta).
2. ↑  По разным данным, король Атанагильд умер в Толедо или в марте — июне[15][17] или в ноябре[18] 567 года.
3. ↑  Атанагильд был первым правителем Толедского королевства, умершим естественной смертью и всё ещё занимавшим престол[4][20][21][23].
4. ↑  По разным данным, король Лиува I умер в 571 году[29][43], в 572 году[39][40][42][46] или в начале 573 года[4][17][19][47].
5. ↑  Рождение обоих сыновей Леовигильда датируется приблизительно первой половиной 560-х годов[54][56].
6. ↑  По мнению ряда историков (в том числе Ю. Б. Циркина), чтобы жениться на Гоисвинте, Леовигильд развёлся со своей первой супругой[6][21][57].
7. ↑  В приписываемой епископу Сарагосы Максиму хронике утверждается, что матерью Герменегильда и Реккареда I была дочь византийца Севериана Феодосия, умершая в 567 году в Толедо в возрасте двадцати восьми лет[6][45]. Такая же информация содержится в труде испанского генеалога Луиса де Саласара, использовавшего большое количество исторических источников, многие из которых позднее были утрачены[58]. Часть современных историков эти сведения о первом браке Леовигильда считает не соответствующими действительности[5][45]. Другие же исследователи высказываются за достоверность свидетельства о Феодосии как первой жене Леовигильда[59][60]. В том числе, имеется мнение о тождестве этой Феодосии с одноимённой сестрой святых Леандра и Исидора Севильских, Фульгенция Эсихского и аббатисы Флорентины[29].
8. ↑  Ингунда была дочерью франкского короля Сигиберта I и Брунгильды, и, соответственно, внучкой Гоисвинты[64][65].
9. ↑  Возможно, Григорий Турский имел ввиду тяжёлую форму катаракты, которой незадолго до смерти заболела Гоисвинта[6].